# Forum de Montréal

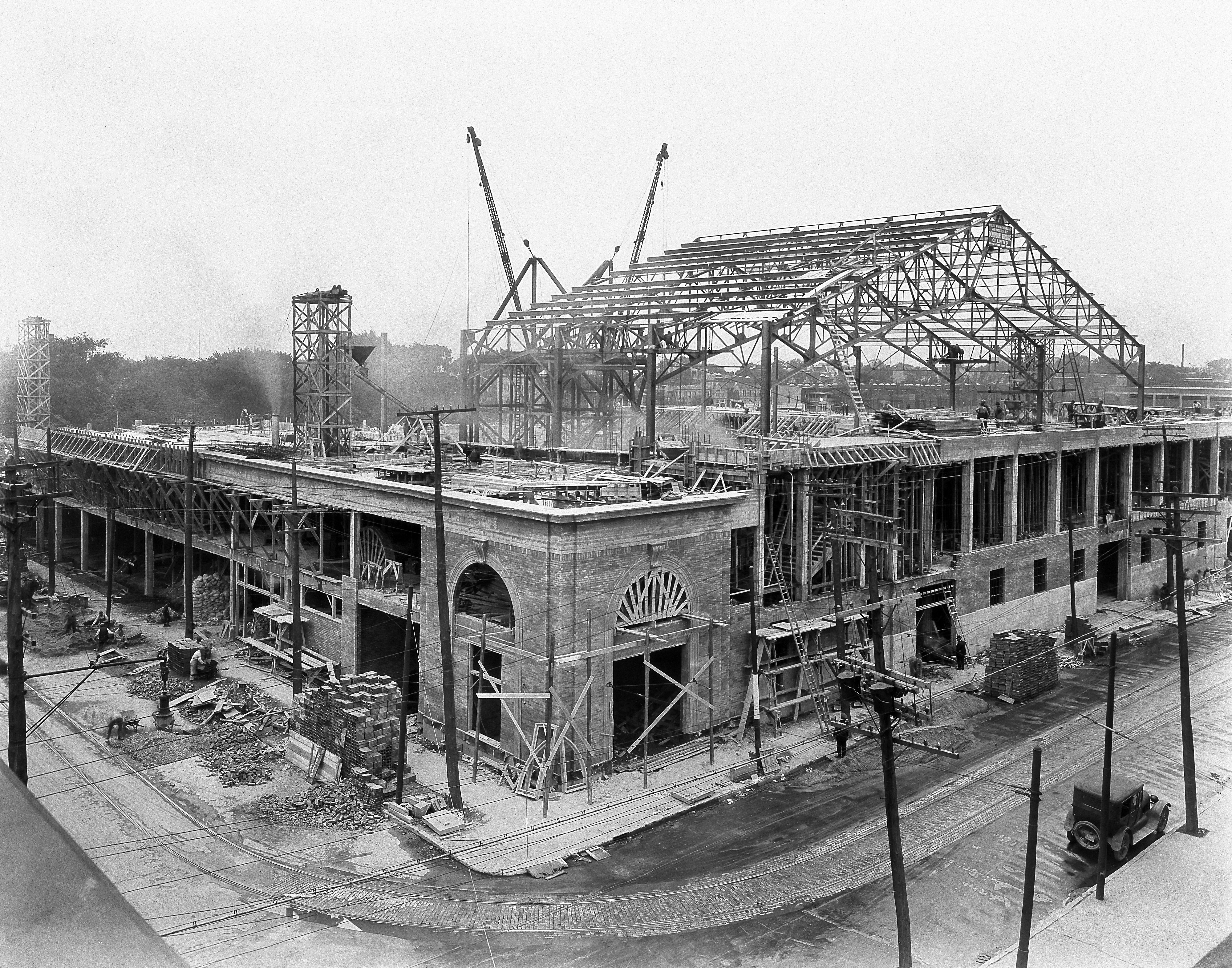
Forum under byggande 1924.

Forum de Montréal (engelska: Montréal Forum) var en inomhushall vid Cabot Square i Montréal i Québec (Kanada). Den kallades av Sporting News för "ishockeyns mest mytomspunna byggnad" och användes som hemmaplan av NHL-laget Montreal Maroons från 1924 till 1938 och Montreal Canadiens från 1926 till 1996. Från 1929 till 1942 användes den även till bancykellopp, som Montreals sexdagarslopp, men även till brottning och boxning.
Arenan byggdes av Canadian Arena Company på 159 dagar.
1996 ersattes Forum de Montréal av Centre Molson (numera benämnd Centre Bell). Forum K-märktes 1997 och gjordes 2001 om till en nöjesanläggning (Forum Pepsi, senare namngiven Forum de Montréal/Montreal Forum) inklusive multibiograf och restauranger.